# Robertsonia curtisii
Robertsonia curtisii is een eenoogkreeftjessoort uit de familie van de Miraciidae. De wetenschappelijke naam van de soort is voor het eerst geldig gepubliceerd in 1982 door Greenwood & Tucker.